# اسکوت
اسکوت (به انگلیسی: Scoot) یک شرکت هواپیمایی با کد یاتا TZ است که در تاریخ ۱ نوامبر ۲۰۱۱ میلادی تأسیس شده و در تاریخ ۴ ژوئن ۲۰۱۲ فعالیتش را آغاز کرده‌است. دفتر مرکزی اسکوت در فرودگاه چانگی سنگاپور واقع شده‌است و قطب این شرکت هواپیمایی در فرودگاه چانگی سنگاپور قرار دارد و به ۱۵ مقصد، پرواز انجام می‌دهد.